# Jasenovac (Bosanski Petrovac, BiH)
Jasenovac je naseljeno mjesto u općini Bosanski Petrovac, Federacija Bosne i Hercegovine, BiH.

## Zemljopis
Selo je smješteno uz cestu Bosanski Petrovac – Ključ, u dužini oko 4 kilometra, na sjevernoj strani Bravskog polja, ispod Grmeča. Prostor sela je nagnut prema polju i nije svuda jednake visine. Prosječna nadmorska visina je preko 800 metara. Nema ni jednog izdašnijeg izvora vode.

## Povijest
U doba Ilira ovo je bilo granično područje prema plemenu Mezejima na sjeveru, čini se, s kojima i nije bilo užih kontakata, što se odrazilo i na kasnija vremena. Naime, još i danas, stanovništvo Bjelajskog i Bravskog polja ovo područje ne smatra Bosnom u njenom povijesnom značenju. Ljudi na Petrovačkom polju Bosnom smatraju područja oko Bosanske Krupe, Lušci Palanke, Sanice i Ključa, pa oko Banje Luke, dakle, sve ono što je s druge strane Grmeča, u dolinama Une, Sane i Vrbasa), koje su u antici držali Mezeji. Ni u srednjem vijeku Petrovačko s |Bjelajskim i Bravskim poljem nije pripadalo Donjoj Slavoniji ni kasnije bosanskim Donjim krajevima, nego je bilo povezano s političkim i vjerskim strukturama na jugu. Čak i u prvom razdoblju osmanske okupacije ovo je područje vezano za Kliški sandžak sa sjedištem u Dalmaciji. Tek je mirom u Srijemskim Karlovcima 1699. god. i uspostavljanjem granice na Uni ovo područje postalo u svakom pogledu vezano za područje koje čini današnju Bosnu i Hercegovinu.
Gradina više Jasenovca je ruševina zidane građevine. Druga gradina, na brdu Visoko, datira iz rimskog razdoblja. Tu je pronađen lijepo otesan meki kamen s likom i s latinskim natpisom. No, previše je kamen oštećen pa do kraja nije bilo moguće rekonstruirati natpis. Tu je nađen i dukat iz vremena cara Teodozija, čiji je lik na jednoj strani, a na drugoj su car Konstantin i carica Jelena s križem u ruci. Ovuda su prolazili i rimski i turski put za dolinu Sane. Kroz selo je nekad prolazila uskotračna pruga Drvar – Prijedor.

## Stanovništvo

### 1991.
Nacionalni sastav stanovništva 1991. godine, bio je sljedeći:
ukupno: 430
- Srbi - 424
- Jugoslaveni - 4
- ostali, neopredijeljeni i nepoznato - 2

### 2013.
Nacionalni sastav stanovništva 2013. godine, bio je sljedeći:
ukupno: 157
- Srbi - 153
- Hrvati - 1
- ostali, neopredijeljeni i nepoznato - 3